# 汐止忠順廟
汐止忠順廟，俗稱汐止雙忠廟、汐止安公廟，主祀保儀大夫，位於臺灣新北市汐止區（古稱水返腳）的一座雙忠廟。2018年5月17日以「汐止忠順廟及神社石燈」名義公告為新北市歷史建築。

## 祀神
主祀保儀大夫，陪祀保儀夫人、清水祖師、至聖先師、文昌帝君、關聖帝君、霞海城隍、三寶佛、娑婆三聖（釋迦文佛、觀音菩薩、地藏菩薩）等。

## 沿革

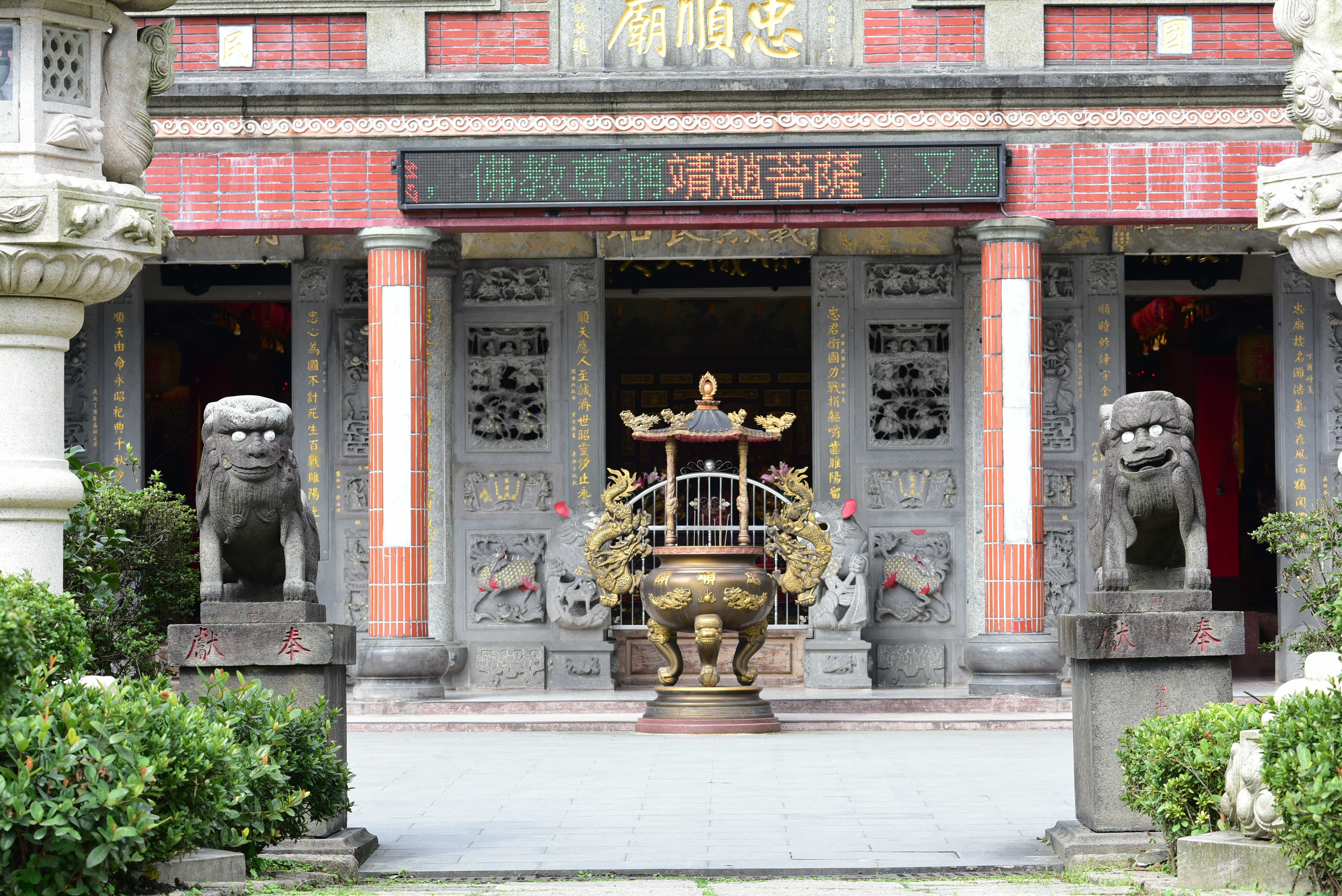
日本狛犬顧忠順廟門口

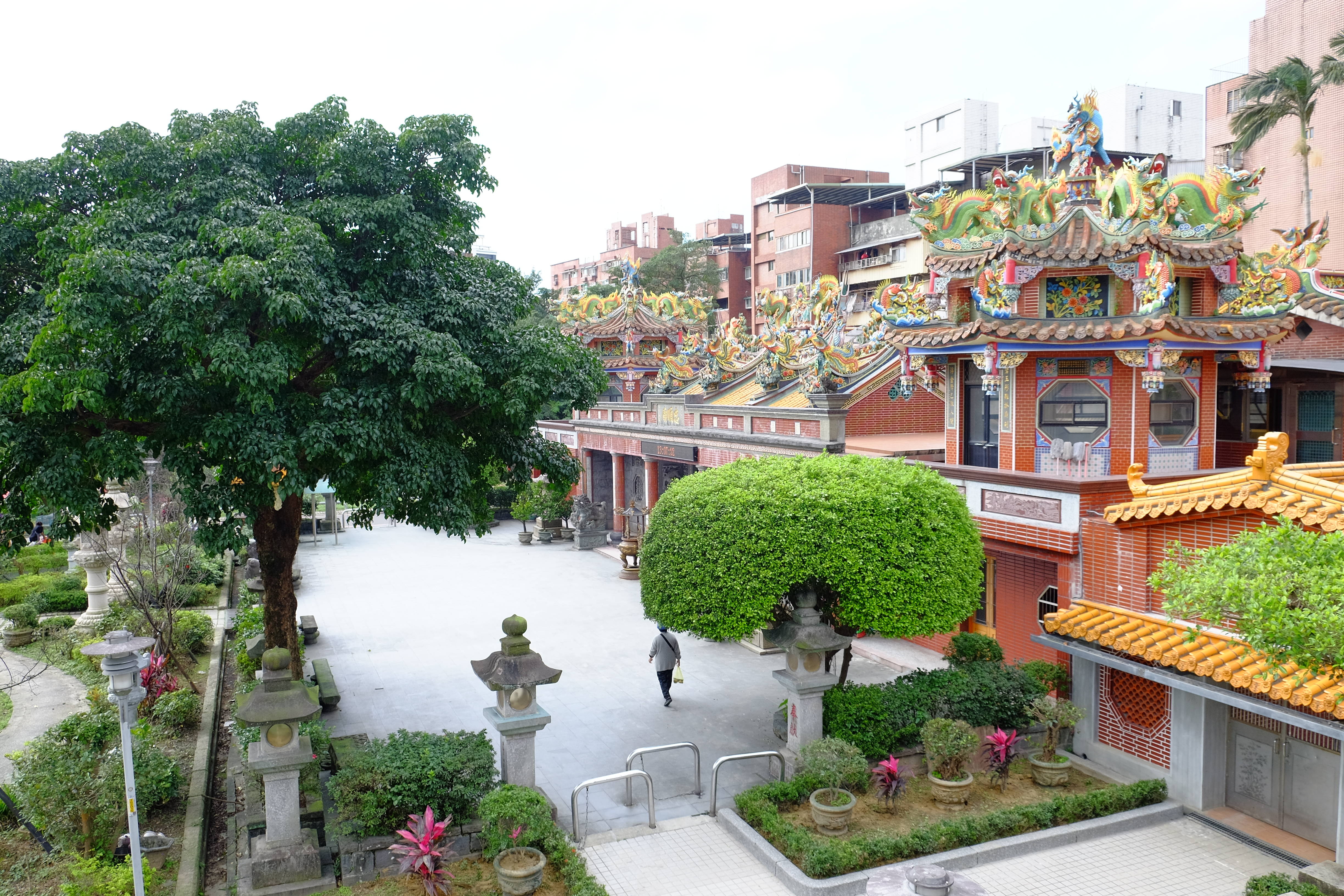
廟前廣場

臺灣清治時期，泉州安溪陳姓移民奉保儀大夫金身在汐止開墾，後由蘇姓仕紳奉祀，清末時由蘇樹森（人稱「蘇大老」）繼承，奉祀在自宅正廳。
1894年甲午戰爭清朝被日本擊敗，次年簽訂馬關條約，臺灣割讓，日軍主帥能久親王抵達臺灣，爆發乙未之役，能久親王曾駐於蘇樹森宅，蘇將正廳讓出，供親王歇息，並獻上降書:
|  | 親王殿下幕府執事，敬稟者 嘗聞：「普天之下，莫非王土」，臺灣一島既屬日本管轄，森等自是日本人民，大軍到此，當竭力周旋，以求報效。伏念我 大日本皇帝，威勝五霸，明繼三王，保赤於誠，求養兵士於心服，施仁載義，扶弱挫強。以此制敵，何敵不摧？以此圖效，何功不克？自大軍到基隆以來，森等百姓，皆簞食壺漿以迎 王師來水返腳。森又派人引導大軍於先路，臺北一帶地方可作太平之賀矣。惟聞臺南林朝棟及丘逢甲、劉永福等，駐紮兵勇五六十營，開鑿地道，以阻 天兵，未知果否？森亦派人到新竹縣窺其勢，姑容日後再稟。但願我軍預先設法提防，庶為萬全之計。伏乞 親王殿下兵馬大元帥 施行 水返腳蘇樹森切叩 |

後來親王病逝臺南，明定此宅為「水返腳御遺跡」。大正11年（1922年）日本政府租下蘇宅正廳及其左右兩間房間，作為「能久親王遺跡所」，蘇家將保儀大夫神像寄奉於汐止媽祖廟。昭和5年（1930年）七星郡汐止街役場以六千元購入蘇樹森原本安置妻妾的房子，約84坪建物與其410坪土地，作為御舍營所。昭和10年（1935年）修繕御舍營所之際，又在鄰近購入土地約4,500坪，設立「汐止神社」，耗資6萬圓，汐止街役場負擔三分之一。汐止神社奉祀天照大神、倉稻魂命、大己貴命、及能久親王，於昭和12年(1937年)6月10日舉行地鎮祭 ，同年12月15日執行鎮座祭。
1945年日本投降，汐止檀越們將保儀大夫神像迎回故室，合併汐止神社建築物，是為汐止忠順廟。
1946年汐止第一任鎮長陳燦能暨地方仕紳，將原本寄奉在濟德宮之保儀大夫神尊，藉神明遶境之便，迎回「能久宮」恭奉，並改名為汐止忠順廟。又有一說是神明遶境之際，神尊顯靈，神轎自動回歸蘇家大厝。
1957年忠順廟整修，改築為鋼筋水泥屋頂，牆壁則多保持原狀，但隨後即遭颱風與地震而多所損壞。1958年，開山藏修法師夥同汐止紳商陳再居、周澄秋，重修忠順廟。
1974年2月25日，中華民國內政部發布《清除臺灣日據時代表現日本帝國主義優越感之殖民統治紀念遺跡要點》，嚴家淦政府時反日情緒高漲，規定地方政府拆除神社遺跡，忠順廟的石燈籠部分遷至汐止拱北殿。1990年，忠順廟增建東西廂房，命名為「般若堂」與「修學堂」。1998年1月，忠順廟外增設臺北縣汐止鎮鎮長周雅淑題字之石碑。
2018年5月17日，新北市政府文化局評定汐止忠順廟及神社石燈為歷史建築，評定基準為汐止忠順廟及神社石燈具歷史文化價值且具建築史或技術史之價值。登錄理由是忠順廟為汐止地區最主要宗教信仰中心，見證地方發展之歷史與變遷，符合歷史建築紀念建築登錄廢止審查及輔助辦法第2條第1項第1、3款登錄基準。

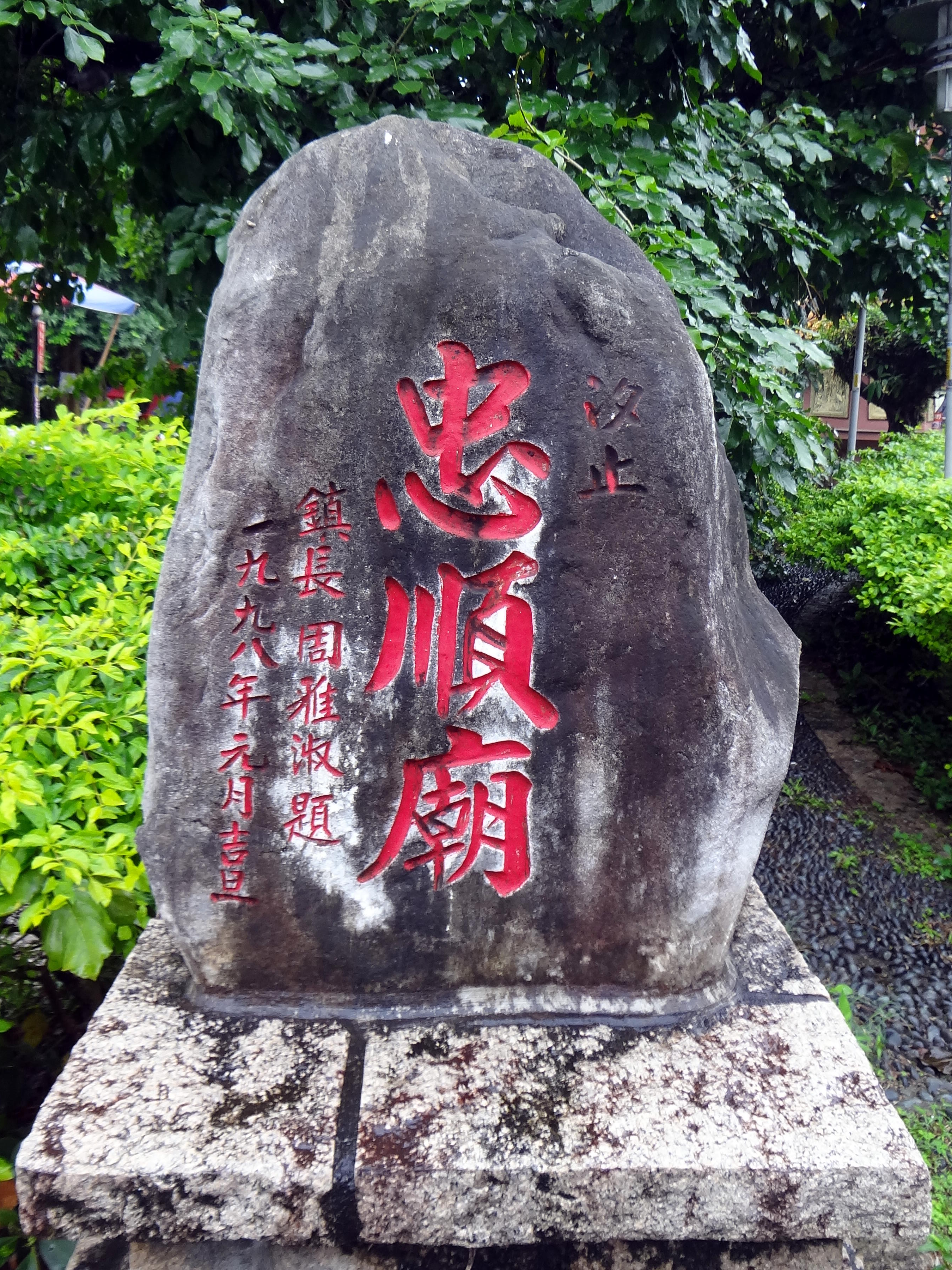
周雅淑題字石碑

## 神名說法
一般民眾常將保儀大夫稱為「尪公」，為何有此稱呼？有一種說法是：最早時期，由於保儀大夫的神轎極小，只能供兩人扛抬，像孩子們的玩具，因此才有「尪公」的俗稱。但是汐止忠順廟的住持兼主任委員陳鐘農先生有另一個解釋，他認為民間信眾稱呼保儀大夫（張巡）為「尪公」,實際上是發音謬誤造成，依照《辭海》解釋，「尪」是脛曲腳跛的樣子，也是瘦弱，行為不正的意思，用「尪公」來稱呼保儀大夫（張巡），不但毫無意義，也不尊敬。因此忠順廟管理委員會主任委員陳鐘農先生於2006年（民國95年）十月發起「正名運動」，強調張巡為台灣北部閩南安溪移民的守護神，唐代又追封為「武安尊王」，應該尊稱「安公祖」才合理，由於在台語中，「安」（An）與「尪」（Ang）的發音雷同，信徒長年口誤，積非成是，應為張巡公正名為「安公祖」。

## 外部連結
- 汐止忠順廟官方網站 （页面存档备份，存于）